# 魏禧

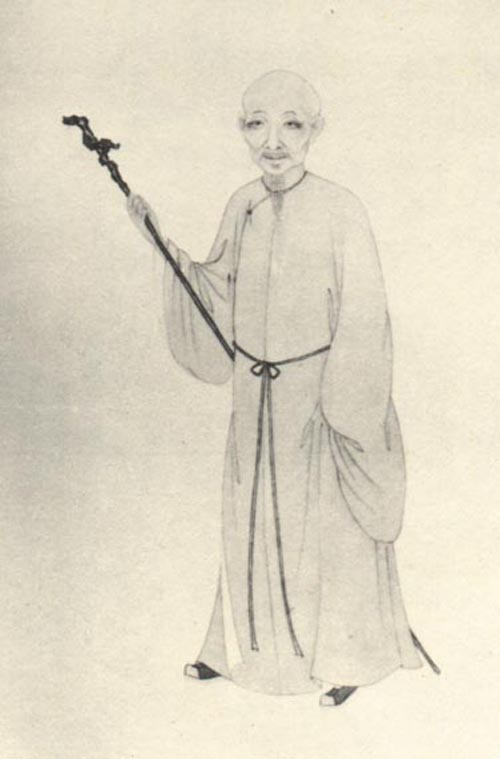
《清代學者象傳》第一集之魏禧像

魏禧（1624年—1681年1月6日），字冰叔，一字凝叔，號裕齋，亦號勺庭先生。江西宁都人。明末清初散文家。與侯朝宗、汪琬合稱「明末清初散文三大家」。与兄魏祥、弟魏礼並美，世称“寧都三魏”。

## 生平
明末诸生，明亡后不仕，隐居翠微峰。所居之地名勺庭，又称“勺庭先生”。又以齋號「裕齋」，人稱“裕齋先生”。
魏禧重氣節，束身砥行，“以經濟有用之文學，顯天下百餘年”，文章有凌厉雄杰、刚劲慷慨之气，與侯方域、汪琬合稱「清初三大家」。散文作品有《江天一传》、《刘文炳传》、《朱参军家传》、《邱维屏传》、《大铁椎传》，文笔简炼，叙事如绘，内容多表彰民族大義，叙事简洁，又善议论，“踔厉森峭而指事精切”；魏禧有著明確的反清復明思想，代表作有《宋烈母傳書後（卷十三）》、《明遺臣姜公傳（卷十七）》等，而其中又以《桃花源圖跋（卷十二）》最為特色鮮明：通過描繪桃花源的幸福，來反襯現實政治之黑暗及現有政治之不正統，可以說跟金庸作《鹿鼎記》開篇《縱橫鈎黨清流禍　峭茜風期月旦評》之有異曲同工之妙，從而極大激起顛覆現有政權之意志。魏禧又精於史學，“举数千年，治乱兴衰，得失消长之故，穷究而贯通之。”。魏禧自言“少好《左傳》、蘇老泉（即蘇洵），中年稍涉他氏。然文無專嗜，唯擇吾所雅愛賞者”。但也有些则是轻率之作，曾受钱澄之、王庆麟等人批评。
魏禧与兄魏祥、弟魏礼，都能文章，世称“三魏”，三魏兄弟與彭士望、林时益、李腾蛟、邱维屏、彭任、曾灿等合稱“易堂九子”。
康熙十一年（1669年）認識歸莊，晚年有頭風症狀，頗為所苦。康熙十八年（1680年）公家徵為博学鸿词科，不就。康熙十九年（1681年）十一月十七日，客死真州（今江蘇儀徵）。
魏禧無子，以魏禮的兒子過繼為己子。

## 著作
文集合編為《寧都三魏全集》。著有《魏叔子文集》、《诗集》、《日录》、《左传经世》、《兵谋》、《兵法》、《兵迹》。

## 論孝
魏禧说：“父母欲以非礼杀子，子不当怨。盖我本无身，因父母而后有；杀之不过与未生一样。”

## 延伸阅读
[在维基数据编辑]
 在维基文库阅读此作者作品
 《清史稿/卷484》，出自趙爾巽《清史稿》